# Bogdan Brzeziński
Bogdan Brzeziński (ur. 1 sierpnia 1911 w Warszawie, zm. 7 grudnia 1980 w Krakowie) – polski pisarz i satyryk, także dla młodzieży. Autor monologów, które Hanka Bielicka przez 25 lat wygłaszała jako "Dziunia Pietrusińska" w radiowej audycji Podwieczorek przy mikrofonie; artystka szacowała ich liczbę na ok. tysiąc.

## Utwory
- Bajkowe przygody (1982)
- Banderola nr 77788 (1958)
- Jak zostać milionerem. Humoreski (1967)
- Krakowskim targiem (1971)
- Kto jest cacy? (1958; ilustracje Jerzy Flisak; wydawnictwo Czytelnik)
- Niezwykłe przygody Michasia Pogody (1957; komiks; ilustracje Jerzy Karolak; 2 serie, po 8 i 10 zeszytów; Michaś miał czapkę-niewidkę)
- Nowodulscy. Sensacyjny reportaż satyryczny (1946)
- Okiem satyryka. Scenki dla małych scen (1953)
- Opowiem ci bajeczkę (1970)
- Proszę o przyjemny wyraz twarzy... Humoreski i fraszki (1945)
- Satyryk w terenie (1954)
- Sokrates w szewrolecie. Humoreski, monologi, skecze (1960)
- Taki jeden Rafał (1972)